# Patrícia Sequeira
Patrícia Sequeira (Lisboa, 1973), é uma cineasta portuguesa, conhecida por ter realizado a telenovela Laços de Sangue vencedora de um Emmy e os filmes Jogo de Damas, Snu e Bem Bom. 

## Percurso
Patrícia Ferraz de Sequeira, nasceu em Lisboa, no dia 22 de Dezembro de 1973. 
Realizou e coordenou várias telenovelas e série televisivas transmitidas pela RTP e pela SIC, entre elas Laços de Sangue que premiada com um Emmy em 2011. 
Em 2015, realizou a sua primeira longa-metragem Jogo de Damas, que contou com Ana Nave, Ana Padrão, Fátima Belo, Maria João Luís e Rita Blanco no elenco.  
Seguiu-se, em 2019, o filme Snu onde relata a história de amor entre a fundadora das Publicações Dom Quixote Snu Abecassis e o primeiro-ministro português Sá Carneiro e que foi protagonizado por Inês Castelo-Branco.
Em 2020 realizou Bem Bom onde retrata a carreira das Doce, a primeira girl band portuguesa, cuja estreia só acontece em 2021. devido às restrições impostas pela pandemia de Covid-19.

## Prémios e Reconhecimento
O trabalho de realização de Patrícia Sequeira tem sido reconhecido internacionalmente, tendo sido premiada e nomeada para vários prémios.
A série Terapia ganhou o prémio de Melhor Programa de Ficção na edição de 2017 dos Prémio Autores.
A telenovela Laços de Sangue realizada por ela ganhou o prémio de Melhor Novela nos Emmy Internacionais de 2011. 
Com o filme Jogo de Damas recebeu: 
- Prémio de Excelência Laurel no festival Accolade Global Film Competition em 2016 [8][9]
- Recebeu os prémios de Melhor Argumento, Melhor Filme Internacional nos Los Angeles Movie Awards (Los Angeles), onde Ana Padrão recebeu o prémio de Melhor Actriz [10]
- Ganhou o prémio de Melhor Realização e Melhor Argumento no Cyprus International Film Festival de 2016 [11]
- Prémio Arco-Íris 2016[12]

Ganhou o prémio de Melhor Filme Português no Bragacine – Festival Internacional de Cinema Independente de Braga com o Snu que foi nomeado para 5 prémios na edição de 2020 dos Prémios Sophia. 

## Obras Seleccionadas
Ao longo da sua carreira Patrícia coordenou e realizou filmes, telenovelas e várias séries televisivas. 

#### Filmografia
- 2015 - Jogo de Damas [7]
- 2019 - Snu (filme biográfico que relata a história de amor entre Snu de Abecassis e Sá Carneiro) [15]
- 2020 - Bem Bom [16][17]

#### Televisão
Patrícia Sequeira realizou e coordenou várias telenovelas e séries televisivas transmitidas pela RTP, SIC/OPTO e TVI:
- 2001 - Ganância (telenovela da SIC)
- 2002 - Fúria de Viver (telenovela da SIC)
- 2006 - Doce Fugitiva (telenovela da TVI)
- 2007 - Conta-me como Foi (série da RTP)[18][19]
- 2008 - Vila Faia (série da RTP)
- 2008 - Liberdade 21 (série da RTP)[20]
- 2009 - Perfeito Coração (telenovela da SIC)[21]
- 2010 - Cidade Despida (série da RTP)[22]
- 2010 - Laços de Sangue (telenovela da SIC)
- 2013 - Sol de Inverno (telenovela da SIC)
- 2013 - Depois do Adeus (série da RTP)
- 2014 - Mar Salgado (telenovela da SIC)
- 2016 - Amor Maior (telenovela da SIC)
- 2016 - Terapia (série da RTP)[23]
- 2018 - Verão M (série da RTP)[2]
- 2019 - Um Desejo de Natal (telefilme da SIC)
- 2020 - O Clube (série da OPTO)
- 2021 - Prisão Domiciliária (série da OPTO)

## Ligações Externas
- Trailer do filme: Snu
- Trailer da série Terapia (2004)
- Patrícia Sequeira entrevistada por Filomena Cautela no 5 Para a Meia-Noite (2016)
- Entrevista com Patrícia Sequeira e o elenco de Bem Bom